# Съобщение от Аресибо
Съобщението от Аресибо е радиосъобщение, изпратено в Космоса по време на церемонията по случай ремонтирането на радиотелескопа Аресибо на 16 ноември 1974 г. Насочено е към кълбовидния звезден куп M13, който се намира на 25 000 светлинни години от Слънчевата система. Съобщението се състои от 1679 бита (близо 205 байта) и е предадено на честота от 2380 MHz, с мощност от 1000 киловата. Цялото предаване продължава 169 секунди и не е повторено. Числото 1679 е избрано, защото е полупросто (произведение от две прости числа) и може да бъде разделено само или на 23 реда и 73 колони, или на 73 реда и 23 колони. Това е възможно, ако тези, които ще го прочетат го подредят като правоъгълник. Информацията подредена по първия начин (23 реда, 73 колони) е безсмислица, но ако е подредена по втория (73 реда, 23 колони) оформя изображението показано отдясно (това е възможно, ако битовете са подредени от ляво надясно, а редовете са подредени от горе надолу).
При прочитане на съобщението от ляво надясно и от горе надолу, то може да бъде разделено на 7 части, които показват следното:
1. Числата от едно (1) до десет (10);
2. Атомният номер на елементите водород, въглерод, азот, кислород, и фосфор;
3. Формулите на захарта и основите в нуклеотидите на ДНК;
4. Броят на нуклеотидите в ДНК, и графика на двойната спирална структура на ДНК;
5. Графична фигура на човек, нейната големина (средния ръст на човека), и броя на населението на Земята;
6. Графика на Земната слънчева система; и
7. Графика на радиотелескопа Аресибо големината чинията на антената.

Тъй като ще отнеме 25 000 години докато съобщението достигне целта си (и още 25 000 за отговор), съобщението Аресибо е по-скоро демонстрация на технологичния прогрес на хората, отколкото реален опит за комуникация с извънземни форми на живот.
Доктор Франк Дрейк, създател на известното уравнение на Дрейк, тогава в Университета Корнел, написва съобщението, с помощта на Карл Сейгън. Независимо дали има някакъв ясен резултат, съобщението е накарало човечество да обмисли как може да комуникира с извънземни същества и какво може да бъде съдържанието на тези комуникации.

## Обяснение

### Числа
```
1 2 3 4 5 6 7 8 9 10
----------------------
0 0 0 1 1 1 1 00 00 00
0 1 1 0 0 1 1 00 00 10
1 0 1 0 1 0 1 01 11 01
X X X X X X X X X X <-най-малко значимата цифра
```

Числата от 1 до 10 са показани в двоичен формат (най-долният ред бележи началото на всяко число).
Въпреки че са двоични, разкодирането на числата може да не стане веднага ясно, заради начина по който са написани. За да се прочетат първите седем числа, трябва да се игнорира долния ред, и да се прочетат от горе надолу като три двоични числа, като най-значимата цифра е най-горната.
Разчитането на 8, 9 и 10 е малко по-различно, тъй като те имат допълнителна колона до първата (отдясно на изображението). Това вероятно е направено за да се покаже, че числа твърде големи за да се съберат в една колона могат да бъдат написани в няколко съседни колони.

### ДНК елементи
```
1 6 7 8 15
----------
0 0 0 1 1
0 1 1 0 1
0 1 1 0 1
1 0 1 0 1
X X X X X
```

Показани са числата 1, 6, 7, 8 и 15. Това са атомните числа водорода (H), въглерода (C), азота (N), кислорода (O) и фосфора (P), компонентите на ДНК.
Числата 8 и 15 са написани по логичното продължение на двоичната система, а не със съседни колони, както е случаят с числата в началото на съобщението:

### Нуклеотиди
```
Дезоксирибоза
 
Аденин
 
Тимин
 Дезоксирибоза
(C
5
OH
7
) (C
5
H
4
N
5
) (C
5
H
5
N
2
O
2
) (C
5
OH
7
)
```

```
Фосфат
 Фосфат
(PO
4
) (PO
4
)
```

```
Дезоксирибоза 
Цитозин
 
Гуанин
 Дезоксирибоза
(C
5
OH
7
) (C
4
H
4
N
3
O) (C
5
H
4
N
5
O) (C
5
OH
7
)
```

```
Фосфат Фосфат
(PO
4
) (PO
4
)
```

Нуклеотидите са представени като поредици от петте атома, присъстващи в предишната част на съобщението. Всяка поредица представлява молекулната формула на нуклеотида в състава на ДНК.
Например, дезоксирибозата (C5OH7 в ДНК, C5O4H10, когато е свободна), нуклеотидът най-горе вляво (в изображението), се чете по следния начин:
```
11000
10000
11010
XXXXX
-----
75010
```

т.е. 7 атома водород, 5 атома въглерод, 0 атома азот, 1 атом кислород, и 0 атома фосфор.

### Двойна спирала
```
11
11
11
11
11
01
11
11
01
11
01
11
10
11
11
01
X
```

```
1111 1111 1111 0111 1111 1011 0101 1110 (двоична) = 4 294 441 822 (десетична)
```

Двойната спирала на ДНК (вертикално-разположената линия представлява броя на нуклеотидите, но изобразената стойност е около 4,3 милиарда, като реалния брой в човешкия геном е 3,2 милиарда двойки).

### Човечеството
```
^
|
|
| X011011
111111
ляво: X0111 дясно: 110111
111011
| 111111
| 110000
v
```

```
1110 (двоична) = 14 (десетична)
000011 111111 110111 111011 111111 110110 (двоична) = 4 292 853 750 (десетична)
```

Елементът в средата представлява човек. Елементът вляво (на изображението) показва средния човешки ръст: 1764 милиметра. Ръстът се получава като се умножи хоризонтално написаното двоично число 14 по дължината на вълната на съобщението (126 мм). Елементът отдясно е човешкото население през 1974 година, около 4,2 милиарда. В този случай числото е написано хоризонтално, а не вертикално, като най-малко значимата цифра е тази най-горе вляво (в изображението).

### Планети
| Слънце | Меркурий | Венера | Земя | Марс | Юпитер | Сатурн | Уран | Нептун | Плутон |

Слънчевата система, която включва в себе си Слънцето и планетите по реда на тяхното разположение спрямо Слънцето: Меркурий, Венера, Земя, Марс, Юпитер, Сатурн, Уран, Нептун, и Плутон (която се определя като планета джудже, но е смятана за планета, когато съобщението е било написано).
Земята е третата поредна планета от Слънцето – нейното изображение е отместено нагоре, за да се разбира, че това е планетата, от която е изпратено съобщението.
Освен позицията, графиката дава и обща представа за размера на планетите и Слънцето.

### Телескоп
```
последните два реда: 100101
<--- 111110X --->
```

```
100101 111110 (двоична) = 2430 (десетична)
```

Последната част изобразява радиотелескопа Аресибо с диаметъра му (2430 умножено по дължината на вълната на съобщението дава 306,18 метра). В този случай числото е написано хоризонтално, като най-малко значимата цифра е най-долу вдясно (в изображението).

## Житен кръг
Житен кръг, съдържащ променена версия на съобщението от Аресибо, наречен „отговорът на Аресибо“, е бил намерен близо до обсерваторията в Чилболтън, Англия, като на мястото на човешката фигура в средата е изобразен извънземен.